# Friedrich Wilhelm III của Phổ
Friedrich Wilhelm III hoặc Friedrich Công Chính (sinh ngày 3 tháng 8 năm 1770 - mất ngày 7 tháng 6 năm 1840) là vua của Vương quốc Phổ từ năm 1797-1840. Ông trị vì Phổ trong suốt thời kì khó khăn của Chiến tranh Napoléon và đến tận sự sụp đổ của Thánh chế La Mã.

## Tuổi trẻ
Friedrich Wilhelm sinh ra ở Potsdam năm 1770, là con trai của Friedrich Wilhelm II của Phổ và phu nhân Frederika Louisa xứ Hessen-Darmstadt. Ông được coi là một cậu bé nhút nhát và dè dặt mà đã trở thành đáng chú ý trong cuộc trò chuyện đặc biệt kín đáo của mình phân biệt bởi sự thiếu đại từ nhân xưng. Tuy nhiên, điều này lại được coi là lý tưởng cho các nhà lãnh đạo quân sự.
Như một đứa trẻ, cha của Friedrich Wilhelm (dưới ảnh hưởng của tình nhân của anh, Wilhelmine Enke, bá tước Lichtenau) đã có anh bàn giao cho gia sư, như là hoàn toàn bình thường trong khoảng thời gian. Ông đã dành phần lớn thời gian sống ở Paretz, bất động sản của người lính già Hans von Blumenthal là người thống đốc của anh trai Hoàng tử Heinrich. Vì thế chúng lớn lên một phần với con trai của Bá tước, những người đi theo họ Grand Tour của họ trong những năm 1780. Friedrich Wilhelm hạnh phúc ở Paretz, và vì lý do này vào năm 1795 ông mua lại nó từ một người bạn thời niên thiếu của mình và biến nó thành một nơi nghỉ dưỡng quan trọng của hoàng gia. Ông là một cậu bé u sầu, nhưng ông lớn lên đạo đức và trung thực. Gia sư của ông là Johann Engel.
Là một người lính, ông nhận được đào tạo thông thường của một hoàng tử Phổ, thu được chức trung úy của mình trong năm 1784, đã trở thành một đại tá vào năm 1790, và đã tham gia vào chiến dịch chống lại Pháp của 1792-1794. Trên 24 tháng 12 năm 1793, Friedrich Wilhelm kết hôn Luise của Mecklenburg-Strelitz, người sinh cho ông mười người con. Trong Kronprinzenpalais (Cung điện của Thái tử) ở Berlin, Friedrich Wilhelm đã sống một đời sống dân sự với một vấn đề miễn phí hôn nhân, mà không thay đổi ngay cả khi ông đã trở thành vua của Phổ năm 1797.

## Hoàng gia Monogram

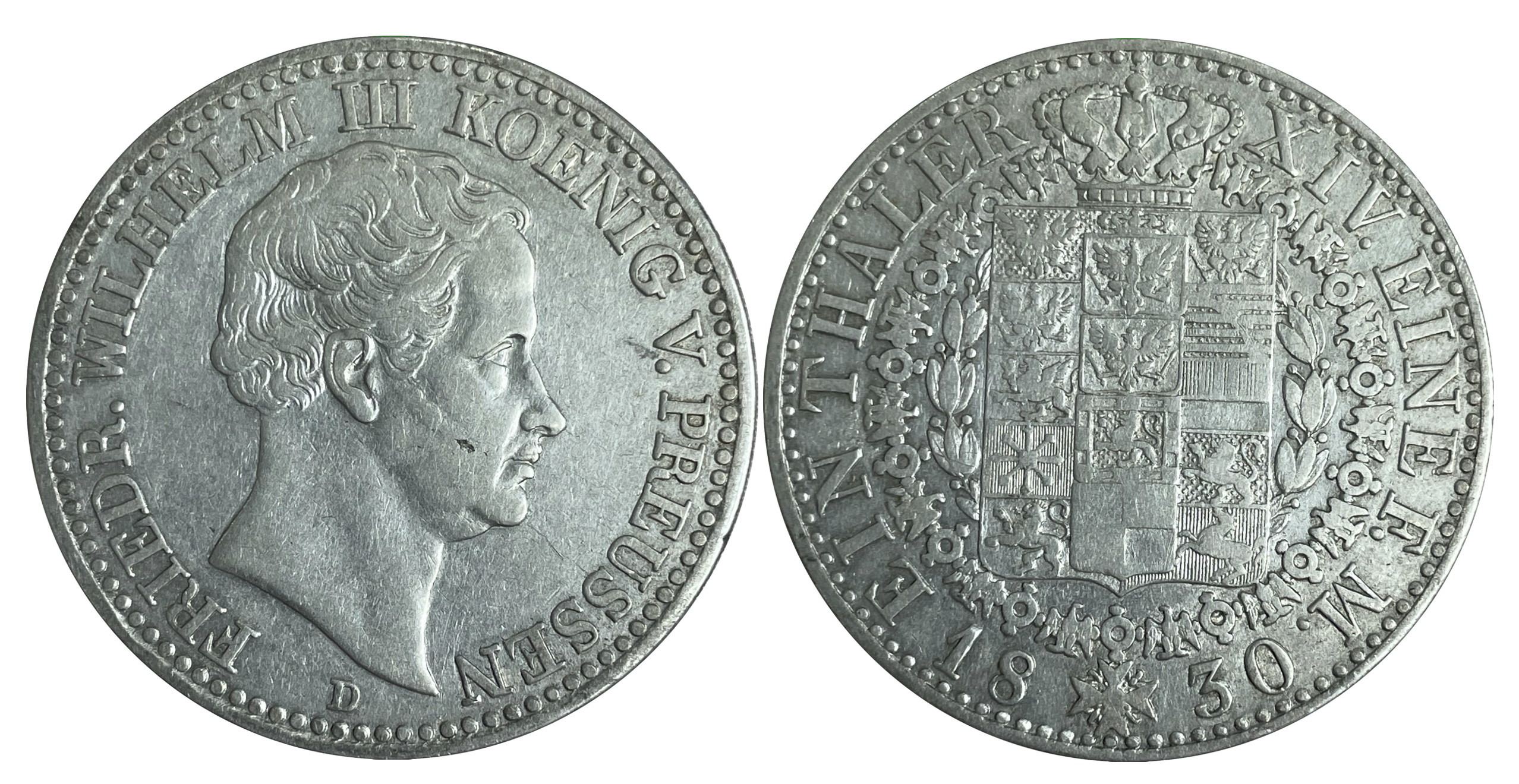
Xu bạc: 1 thaler Wilhelm III, 1830

Friedrich Wilhelm kế vị ngôi vua vào ngày 16 Tháng Mười Một năm 1797. Cùng một lúc, nhà vua mới là nghiêm túc về ý định tốt đẹp của mình bằng cách cắt giảm chi phí của việc thành lập hoàng, sa thải các bộ trưởng của cha mình, và cải cách lạm dụng áp bức nhất của triều đại cuối. Thật không may, tuy nhiên, ông đã có tất cả sự quyết tâm Hohenzollern để duy trì quyền lực cá nhân mà không có sự thiên tài Hohenzollern để sử dụng nó. Quá tin tưởng giao phó trách nhiệm cho các bộ trưởng của mình, ông đã quá ốm yếu của sẽ tấn công ra ngoài và theo một khóa học phù hợp cho mình.
Ghê tởm với những đồi truỵ đạo đức của tòa án của cha mình (trong cả mưu đồ chính trị và các vấn đề tình dục), nỗ lực đầu tiên của Friedrich Wilhelm là để khôi phục lại đạo đức cho triều đại của mình. Sự háo hức để phục hồi nhân phẩm cho gia đình ông đã đi xa mà nó gần như gây ra điêu khắc Johann Gottfried Schadow để hủy bỏ dự án Prinzessinnengruppe của mình, được sự uỷ quyền của quốc vương trước Friedrich Wilhelm II. Ông được dẫn lời nói sau đây, mà biểu dương tinh thần cách nhiệm vụ và đặc thù của bài phát biểu:
"Mỗi công chức có nghĩa vụ kép: đến chủ quyền và cho đất nước. Nó có thể xảy ra rằng hai là không tương thích, sau đó, nhiệm vụ cho đất nước là cao hơn. "
Lúc đầu Friedrich Wilhelm và các cố vấn của ông đã cố gắng để theo đuổi một chính sách trung lập trong các cuộc chiến tranh Napoleon. Mặc dù họ đã thành công trong việc giữ ra khỏi Liên minh thứ ba vào năm 1805, cuối cùng Friedrich Wilhelm đã bị ảnh hưởng bởi thái độ hiếu chiến của nữ hoàng, người đứng đầu đảng ủng hộ chiến tranh của Phổ, và tham gia vào cuộc chiến tranh trong tháng 10 năm 1806. Trên 14 tháng 10 năm 1806, trong trận Jena-Auerstedt, người Pháp đánh bại quân Phổ do Friedrich Wilhelm, và quân đội Phổ sụp đổ. Gia đình hoàng gia đã trốn sang Memel, Đông Phổ, nơi họ rơi vào lòng thương xót của Hoàng đế Alexander I của Nga (người, tin đồn có nó, đã rơi vào tình yêu với Nữ hoàng Luise).
Ngoan ngoãn và chậm chạp trong việc nhận ra các mối đe dọa Pháp phát triển, quyết định Friedrich cho chiến tranh vào năm 1806 đã kết thúc trong nỗi nhục quốc thể. Alexander cũng bị thất bại dưới tay của người Pháp, và tại Tilsit trên Niemen Pháp làm hòa với Nga và Phổ. Napoleon xử lý nước Phổ rất gay gắt, mặc dù cuộc phỏng vấn cá nhân của Nữ hoàng có thai với hoàng đế Pháp. Phổ mất nhiều lãnh thổ Ba Lan của mình, cũng như tất cả các lãnh thổ phía tây sông Elbe, và có để tài trợ một khoản bồi thường lớn và phải trả tiền cho quân đội Pháp để chiếm ưu điểm quan trọng trong vương quốc.
Mặc dù nhà vua không có hiệu quả mình dường như cam chịu số phận của Phổ, Bộ trưởng cải cách khác nhau, chẳng hạn như Bá tước vom Stein, Hoàng tử von Hardenberg, Scharnhorst, và Gneisenau, thiết lập về cải cách hành chính của Phổ và quân sự, với sự khuyến khích của Nữ hoàng Luise (người đã qua đời năm 1810).
Trong năm 1813, sau thất bại của Napoleon ở Nga, Friedrich Wilhelm quay lưng lại với Pháp và ký kết một liên minh với Nga tại Kalisz, mặc dù ông phải trốn Berlin, vẫn dưới sự chiếm đóng của Pháp. Quân đội Phổ đóng một phần quan trọng trong chiến thắng của các đồng minh trong năm 1813 và 1814, và chính nhà vua đi với quân đội chính của Hoàng tử Schwarzenberg, cùng với Alexander của Nga và Francis của Áo.
Tại Hội nghị Vienna, các Bộ trưởng của Friedrich Wilhelm đã thành công trong việc đảm bảo tăng lãnh thổ quan trọng đối với nước Phổ, mặc dù họ không có được sự sáp nhập của tất cả các Saxony, khi họ đã muốn. Sau chiến tranh, Friedrich Wilhelm quay về phía phản ứng chính trị, từ bỏ những lời hứa ông đã thực hiện vào năm 1813 để cung cấp nước Phổ với một hiến pháp.

## Hậu duệ
- Friedrich Wilhelm IV của Phổ (sinh ngày 15 tháng 10 năm 1795 - mất ngày 02 tháng 1 năm 1861) kết hôn với Elisabeth Ludovika của Bayern (1801-1873).
- Wilhelm I của Phổ (sinh ngày 22 tháng 3 năm 1797 - mất ngày 09 tháng 3 năm 1888) kết hôn Augusta của Saxe-Weimar-Eisenach (1811-1890).
- Charlotte Wilhelmine của Phổ (sinh ngày 13 tháng 7 năm 1798 - mất ngày 01 tháng 11 năm 1860) kết hôn Nikolai I của Nga (1796-1855).
- Công chúa Frederica of Prussia (sinh ngày 14 tháng 10 năm 1799 - mất ngày 30 tháng 3 năm 1800) đã chết trong thời thơ ấu.
- Thái tử Charles của nước Phổ (sinh ngày 29 tháng 7 năm 1801 - mất ngày 21 tháng 1 năm 1883) kết hôn với Công chúa Marie của Saxe-Weimar-Eisenach (1808-1877).
- Công chúa Alexandrine của Phổ (sinh ngày 23 tháng 2 năm 1803 - mất ngày 21 tháng 4 năm 1892) kết hôn với Paul Friedrich, Grand Duke của Mecklenburg-Schwerin (1800-1842).
- Hoàng tử Ferdinand của Phổ (sinh ngày 13 tháng 12 năm 1804 - mất ngày 01 tháng 4 năm 1806) đã chết trong thời thơ ấu.
- Công chúa Louise của Phổ (sinh ngày 01 tháng 2 năm 1808 - mất ngày 06 tháng 12 năm 1870) kết hôn với Hoàng tử Frederik của Hà Lan (1797-1881).
- Hoàng tử Albert (Albrecht) của Phổ (sinh ngày 4 tháng 10 năm 1809 - mất ngày 14 tháng 10 năm 1872) kết hôn với Công Marianne của Hà Lan (1810-1883). Kết hôn lần thứ hai với Rosalie von Rauch (1820-1879), bá tước của Hohenau.